# GIA Industri AB
GIA Industri AB, tidigare Grängesbergs Industrier AB, var ett verkstadsföretag i Grängesberg, som tillverkade utrustning för gruv- och anläggningsindustri, bland annat spårväxlar, gruvlokomotiv och lastare. I Gia Industris ursprungliga produktprogram ingick framför allt lok och vagnar för rälsbunden trafik under jord. Senare har tillagts servicetruckar, utrustning för laddning, kabelbultning och skrotning samt lastare med grävarm ("Häggloader"). I början av 2010-talet hade företaget 113 anställda och årliga intäkter på cirka 230 miljoner kronor.
GIA Industri AB grundades 1884 och hade huvudkontor och fabrik i Grängesberg. År 1985 slogs GIA Industri samman med Sab Nife Svenska AB.
Vätterledens Invest AB köpte 1994 GIA Industri AB i Grängesberg. År 1998 köpte GIA Industri AB gruvfordonstillverkaren Kiruna Truck, vars produktion flyttade till Grängesberg.
Gruvmaskindivisionen inom tidigare Asea-ägda Hägglund & Söner övertogs efter fusionen 1999 mellan Asea och Brown Boveri till ABB till tidigare anställda, som bildade företaget Rock Machines. Efter en konkurs, övertogs tillverkningen 2009 av GIA Industri AB och flyttade till Grängesberg.
Företagets huvuddel såldes till Atlas Copco 2011. 
År 2012 köptes den tidigare Kiruna Truck-produktgruppen av Nybergs Mekaniska Verkstad, som bildade divisionen Kiruna Utility Vehicles, med tillverkningen tillbaka i Kiruna.
Atlas Copco flyttade verksamheten till Örebro 2014. Den ingår numera i Epiroc.